# بورتون أ. سكوت
بورتون أ. سكوت (بالإنجليزية: Burton A. Scott)‏ هو قاضي ومحامي أمريكي، ولد في 16 فبراير 1935، وتوفي في 2 أبريل 2007.